# Diocesi di Izirzada
La diocesi di Izirzada (in latino: Dioecesis Izirzadensis) è una sede soppressa e sede titolare della Chiesa cattolica.

## Storia
Izirzada, nell'odierna Algeria, è un'antica sede episcopale della provincia romana di Numidia.
Secondo Mesnage, Jaubert e Toulotte i vescovi Felice e Saturo, assegnati a questa sede da Morcelli, appartengono invece alla diocesi di Iziriana. Unico vescovo attribuibile con certezza a Izirzada è Vigilio, il cui nome appare al 55º posto nella lista dei vescovi della Numidia convocati a Cartagine dal re vandalo Unerico nel 484; Vigilio era già deceduto all'epoca della redazione di questa lista.
Dal 1933 Izirzada è annoverata tra le sedi vescovili titolari della Chiesa cattolica; dall'8 luglio 2014 il vescovo titolare è David Martínez de Aguirre Guinea, O.P., vicario apostolico di Puerto Maldonado.

## Cronotassi

### Vescovi residenti
- Vigilio † (prima del 484)

### Vescovi titolari
- John Peter Leonard, S.I. † (13 aprile 1967 - 25 luglio 1976 dimesso)
- Marcos Zuluaga Arteche, C.M.F. † (9 dicembre 1976 - 1º ottobre 2002 deceduto)
- Enrique Díaz Díaz (30 aprile 2003 - 15 maggio 2014 nominato vescovo coadiutore di San Cristóbal de Las Casas)
- David Martínez de Aguirre Guinea, O.P., dall'8 luglio 2014